# Haplariella cordiae
Haplariella cordiae är en svampart som beskrevs av Henn. 1931. Haplariella cordiae ingår i släktet Haplariella, divisionen sporsäcksvampar och riket svampar.   Inga underarter finns listade i Catalogue of Life.